# Grézieu-la-Varenne
Grézieu-la-Varenne è un comune francese di 5 061 abitanti situato nel dipartimento del Rodano della regione Alvernia-Rodano-Alpi.

## Storia

### Simboli
Lo stemma comunale è stato creato nel 1956. Sono riuniti i blasoni di due importanti famiglie locali: nel primo e quarto cantone lo stemma dei Barge, nel terzo e quarto quello dei Charrier. In cuore è posto uno scudetto con l'emblema del Capitolo di Saint-Just di Lione, che possedette Grézieu fino al 1789.

## Società

### Evoluzione demografica
Abitanti censiti

## Amministrazione

### Gemellaggi
- Finale Emilia